# Citrin (papillon)
Pour les articles homonymes, voir Citrin.
Colias erate
Espèce
Le Citrin (Colias erate) est un insecte lépidoptère de la famille des Pieridae, de la sous-famille des Coliadinae et du genre Colias.

## Dénomination
Colias  erate  a été nommé par Eugen Johann Christoph Esper en 1805.

### Sous-espèces  et formes
- Colias erate ssp erate (Esper, 1805)
- Colias erate erate f. pallida (Staudinger, 1861)[1],[2]
- Colias erate ssp amdensis (Verity, 1911)
- Colias erate ssp formosana S(hirozu, 1955)
- Colias erate ssp lativitta (Moore, 1882)
- Colias erate ssp marnoana (Rogenhöfer, 1884)
- Colias erate ssp naukratis (Fruhstorfer, 1909)
- Colias erate ssp nilagiriensis (Felder, 1859)
- Colias erate ssp poliographus (Motschulskhy, 1860)
- Colias erate ssp sinensis (Verity, 1911)
- Colias erate ssp tomarias (Bryk, 1942)[3]

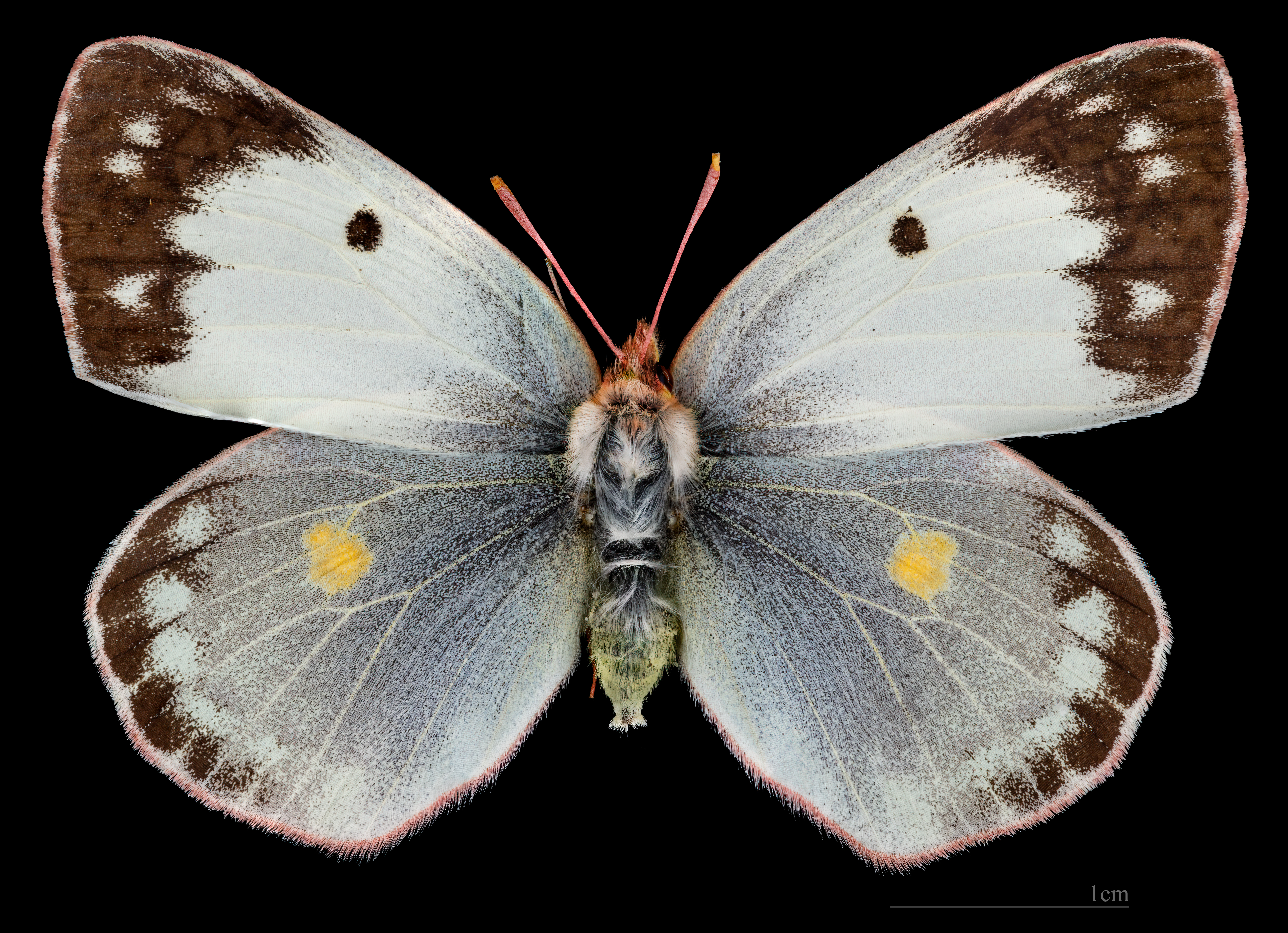
Colias erate erate f. pallida  ♂ MHNT
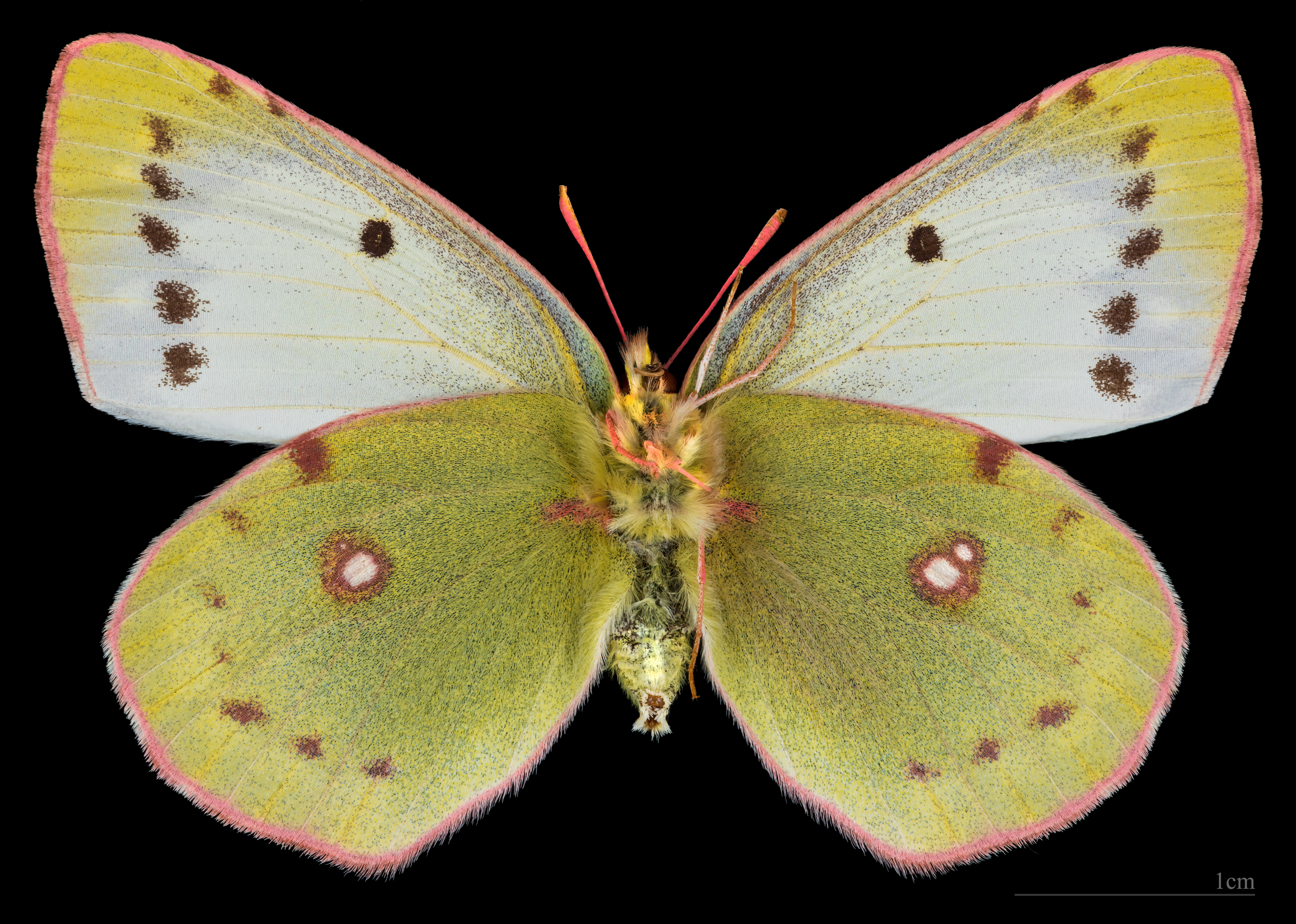
Colias erate erate f. pallida  ♂   △ MHNT

### Noms vernaculaires
Le Citrin se nomme Eastern Pale Clouded Yellow en anglais, Oostelijke luzernevlinder en néerlendais, Szlaczkoń erate en russe et Monki-cho en japonais.

## Description
Le Citrin est un petit papillon d'une envergure de 20 à 27 mm au recto jaune vif bordé largement de noir et frange rouge ainsi qu'une grosse tache orange discoïdale à l'aile postérieure. Au revers, de couleur jaune vif, la frange rouge est bien visible et l'aile antérieure est marquée de gros points noirs.

## Biologie

### Période de vol et hivernation
Le Citrin vole de mai à septembre, en deux générations.
Il hiverne à l'état nymphal.

### Plantes hôtes
Les plantes hôtes de sa chenille sont Trifolium, Onobrychis, Melilotus

## Écologie et distribution
Le Citrin est très commun en Russie, Sibérie, Asie tempérée, comprenant le Japon et l'île de Taïwan. Il occupe un large territoire jusqu'à la Somalie, l'Éthiopie et la Roumanie en Europe. Mais sa distribution reste mal définie car c'est un migrateur qui établit des colonies et il semble actuellement étendre son territoire en Europe.
En Europe les Citrins présents seraient des migrateurs et tous de la seconde génération. Cependant des colonies sont apparues depuis 1980 en Roumanie et Bulgarie et en 1986 dans l'est de la Grèce.

### Biotope
Le Citrin affectionne les prairies en plaine.

### Protection
Pas de statut de protection particulier.